# Phytobia iridis
Phytobia iridis este o specie de muște din genul Phytobia, familia Agromyzidae, descrisă de Friedrich Georg Hendel în anul 1927.
Este endemică în Italia. Conform Catalogue of Life specia Phytobia iridis nu are subspecii cunoscute.